# Urat Tiền
kỳ Urat Tiền (giản thể: 乌拉特前旗; phồn thể: 烏拉特前旗; bính âm: Wūlātè Qián Qí, Hán Việt: Ô Lạp Đặc Tiền kỳ) là một kỳ của địa cấp thị Bayan Nur (Ba Ngạn Náo Nhĩ), khu tự trị Nội Mông Cổ, Trung Quốc. Kỳ nằm ở phía tây của khu tự trị, trên bờ bắc (tả) của Hoàng Hà, giữa hai thành phố Bayan Nur và Bao Đầu.

### Trấn
| - Tây Sơn Trớ (西山咀镇) - Ô Lạp Sơn (乌拉山镇) - Ba Âm Hoa (巴音花镇) - Tân An (新安镇) | - Đại Xà Thái (大佘太镇) - Triều Dương (朝阳镇) - Tây Tiểu Chiêu (西小召镇) - Công Miếu Tử (公庙子镇) |

### Hương
| - Hắc Liễu Tử (黑柳子乡) - Tiên Phong (先锋乡) - Trường Thắng (长胜乡) - Thụ Lâm Tử (树林子乡) | - Bắc Khất Đổ (北圪堵乡 - Tô Độc Lôn (苏独仑乡 - Tiểu Xà Thái (小佘太乡 - Minh An (明安乡 |

### Tô mộc
- Sa Đức Cách 沙德格苏木
- Ngạch Nhĩ Đăng Bố Lạp Cách (额尔登布拉格苏木)

### Khác
- Nông trường quốc doanh Minh Ba Ngạn Náo Nhĩ Trung Than (巴彦淖尔盟国营中滩农场)
- Nông trường quốc doanh Minh Ba Ngạn Náo Nhĩ Tân An (巴彦淖尔盟国营新安农场)
- Nông trường quốc doanh Minh Ba Ngạn Náo Nhĩ Tây Sơn Tứ (巴彦淖尔盟国营西山咀农场)
- Nông trường quốc doanh Minh Ba Ngạn Náo Nhĩ Tô Độc Lôn (巴彦淖尔盟国营苏独仑农场)
- Nông trường quốc doanh Minh Ba Ngạn Náo Nhĩ Ô Lương Tố Hải (巴彦淖尔盟国营乌梁素海渔场)